# Wyspy Ashmore i Cartiera
Wyspy Ashmore i Cartiera – terytorium zależne Australii składające się z rafy koralowej Ashmore i wyspy Cartiera. Terytorium położone jest na Oceanie Indyjskim na północny zachód od Australii i południe od Indonezji. 

## Ustrój polityczny
Wyspy są terytorium zewnętrznym Australii administrowanym z Canberry poprzez Department of the Environment and Heritage. 

## Geografia

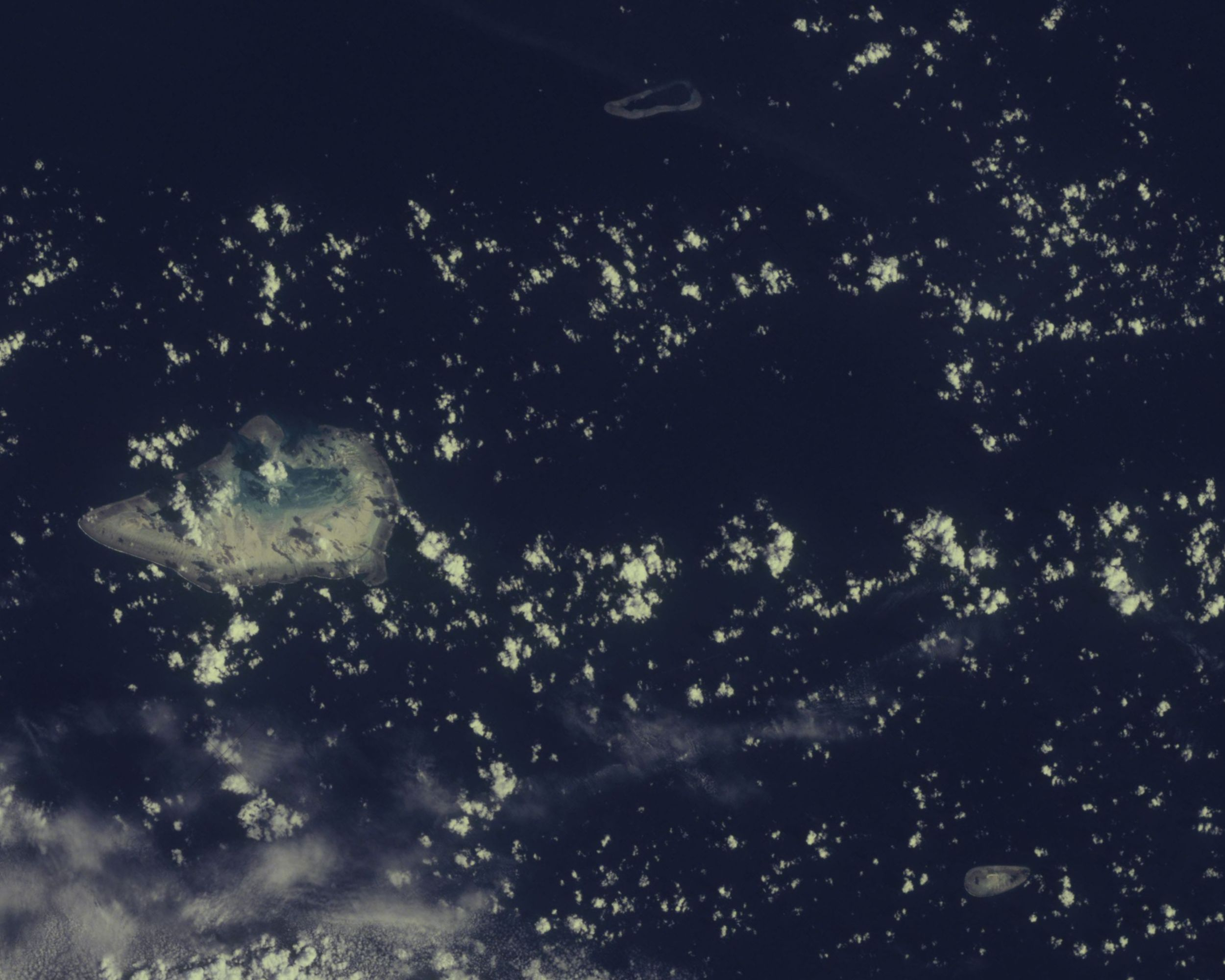
Rafa Ashmore (po lewej), wyspa Cartiera (u dołu z prawej) i pobliska rafa Hibernia (u góry)

Terytorium położone jest na Oceanie Indyjskim przy granicy z Morzem Timor w odległości około 320 km od wybrzeży Australii i około 170 km od indonezyjskiej wyspy Roti. W skład terytorium wchodzi Ashmore Reef i położona około 70 km na wschód Cartier Island wraz z otaczającymi je na odległość 12 mil morskich wodami morza terytorialnego. Wyspy są bezludne, tylko czasami odwiedzane są przez rybaków i naukowców. 
Obszar wysp wynosi 131,5 ha, a powierzchnia całej rafy 199,5 km². W skład Ashmore Reef wchodzi rafa o powierzchni 155,4 km² oraz trzy wysepki: West Islet (58,7 ha powierzchni), Middle Islet (24,7 ha) i East Islet (28,6 ha). Cartier Island ma powierzchnię 19,5 ha, a otacza ją rafa o powierzchni 44,1 km².
Na West Islet znajduje się automatyczna stacja meteorologiczna. 
Wyspy stanowią obecnie rezerwat przyrody. Ashmore Reef Marine National Nature Reserve obejmujący rafę i 583 km² otaczającego morza został utworzony w 1983 roku, natomiast w 2000 roku utworzono Cartier Island Marine Reserve obejmujący 172 km².

## Historia
Wyspy były znane od stuleci indonezyjskim rybakom. Przez Europejczyków wyspa Cartiera została odkryta w 1800 roku (kapitan Nash), a rafa Ashmore w 1811 roku (kapitan Samuel Ashmore). Przez długi czas wyspami nie interesowano się. Dopiero w 1878 roku Wielka Brytania zaanektowała rafę Ashmore, natomiast wyspa Cartiera została zaanektowana, również przez Wielką Brytanię, dopiero w roku 1909. W 1931 roku wyspy zostały przekazane Australii i w 1938 roku włączono je w skład Terytorium Północnego. W 1978 roku zostały z niego wydzielone i od tego czasu stanowią terytorium zamorskie (zewnętrzne). Obrona terytorium należy do obowiązków australijskich sił zbrojnych, a ich aktywność sprowadza się często do wyławiania nielegalnych imigrantów z Indonezji.